# Hillsborough (Carriacou)
Hillsborough es la ciudad más grande de la isla de Carriacou, al norte del país caribeño de Granada. La ciudad sirve principalmente como un centro comercial y administrativo tanto de Carriacou como de la Pequeña Martinica. Tiene una población de aproximadamente 1.000 personas.

## Historia
En 1796 un grupo de barcos atracaron en la bahía de Hillsborough, cuando Sir Ralph Abercromby se reunió allí para lanzar un ataque contra los españoles. 
En la ciudad se encuentra el Museo Nacional de Carriacou, concretamente en la calle Paterson, en un edificio que antes funcionaba como fábrica desmotadora de algodón. Hoy en día el museo es administrado por la Sociedad Histórica de Carriacou.

## Clima
Hillsborough tiene un clima tropical de sabana, con una estación lluviosa (de junio a noviembre) y una estación seca (desde diciembre hasta mayo). Los veranos son calurosos y húmedos, mientras que el invierno es fresco y seco. 

## Educación
En 2010 se registraron cinco escuelas asistidas por el gobierno, ubicadas en la zona de Hillsborough. La educación es gratuita y obligatoria hasta la edad de 16. También hay varias instituciones de enseñanza superior en Hillsborough.

## Economía
El puerto en Hillsborough es el principal de la isla. En el puerto también operan el servicio de ferry entre Granada y Pequeña Martinica y también a otras islas Granadinas. Todos los bancos en Carriacou están situados en la calle principal de Hillsborough.

## Transporte
El aeropuerto de la isla, el aeropuerto de Lauriston, está aproximadamente a 1 km de la ciudad. Dentro de la ciudad, existen autobuses tanto públicos como privados (minibuses).